# Campeonato Sul-Americano de Voleibol Masculino de 2013
O Campeonato Sul-Americano de Voleibol Masculino de 2013 foi a 30ª edição do torneio organizado pela Confederação Sul-Americana de Voleibol (CSV) a cada dois anos. Aconteceu em Cabo Frio, Brasil, de 6 a 10 de agosto de 2013. A seleção brasileira manteve sua hegemonia na competição, conquistando seu 29º título e classificando-se para a Copa dos Campeões de 2013 e, juntamente com a vice-campeã Argentina, para o Campeonato Mundial de 2014.

## Equipes
- Argentina
- Brasil
- Chile
- Colômbia
- Paraguai
- Venezuela

A seleção venezuelana desistiu de participar da competição devido a problemas para viajar.

## Local
- Ginásio Alfredo Barreto, Cabo Frio, Brasil

## Fórmula de disputa
A saída da Venezuela alterou a fórmula de disputa do torneio, que previa inicialmente dois grupos com três times cada na primeira fase, semifinais e final.
A competição passou a ser disputada pelas cinco equipes restantes em sistema de pontos corridos em turno único. O campeão garante vaga na Copa dos Campeões de 2013 e, juntamente com o vice-campeão, no Campeonato Mundial de 2014.

## Resultados
- Hora local (UTC-3).

|     |           |     | Jogos | Jogos | Jogos | Pontos | Pontos | Pontos | Sets | Sets | Sets  |
| Pos | Equipe    | Pts | T     | V     | D     | V      | P      | R      | V    | P    | R     |
| --- | --------- | --- | ----- | ----- | ----- | ------ | ------ | ------ | ---- | ---- | ----- |
| 1   | Brasil    | 11  | 4     | 4     | 0     | 333    | 221    | 1.507  | 12   | 2    | 6,000 |
| 2   | Argentina | 10  | 4     | 3     | 1     | 325    | 244    | 1.332  | 11   | 3    | 3.667 |
| 3   | Colômbia  | 5   | 4     | 2     | 2     | 272    | 306    | 0.889  | 6    | 8    | 0.750 |
| 4   | Chile     | 4   | 4     | 1     | 3     | 312    | 341    | 0.915  | 5    | 10   | 0.500 |
| 5   | Paraguai  | 0   | 4     | 0     | 4     | 192    | 322    | 0.596  | 1    | 12   | 0.083 |

| Data   | Hora  |           | Placar |           | Set 1 | Set 2 | Set 3 | Set 4 | Set 5 | Total   | Relatório |
| ------ | ----- | --------- | ------ | --------- | ----- | ----- | ----- | ----- | ----- | ------- | --------- |
| 6 ago  | 17:30 | Argentina | 3–0    | Chile     | 25–20 | 25–12 | 25–23 |       |       | 75–55   | P2        |
| 6 ago  | 20:30 | Brasil    | 3–0    | Paraguai  | 25–7  | 25–9  | 25–5  |       |       | 75–21   | P2        |
| 7 ago  | 17:30 | Chile     | 3–1    | Paraguai  | 22–25 | 25–16 | 25–20 | 25–21 |       | 97–82   | P2        |
| 7 ago  | 20:30 | Brasil    | 3–0    | Colômbia  | 25–15 | 25–18 | 25–12 |       |       | 75–45   | P2        |
| 8 ago  | 17:30 | Colômbia  | 3–2    | Chile     | 18–25 | 25–17 | 23–25 | 25–22 | 18–16 | 109–105 | P2        |
| 8 ago  | 20:30 | Argentina | 3–0    | Paraguai  | 25–13 | 25–10 | 25–15 |       |       | 75–38   | P2        |
| 9 ago  | 17:30 | Argentina | 3–0    | Colômbia  | 25–17 | 25–9  | 25–17 |       |       | 75–43   | P2        |
| 9 ago  | 20:30 | Brasil    | 3–0    | Chile     | 25–19 | 25–19 | 25–17 |       |       | 75–55   | P2        |
| 10 ago | 18:45 | Colômbia  | 3–0    | Paraguai  | 25–23 | 25–13 | 25–15 |       |       | 75–51   | P2        |
| 10 ago | 21:45 | Brasil    | 3–2    | Argentina | 19–25 | 25–20 | 25–19 | 24–26 | 15–10 | 108–100 | P2        |

## Premiação
| Pos. | Equipe              |
| ---- | ------------------- |
| 1    | Brasil (29º título) |
| 2    | Argentina           |
| 3    | Colômbia            |
| 4    | Chile               |
| 5    | Paraguai            |